# Владющенков, Виктор Михайлович
Ви́ктор Миха́йлович Владю́щенков (5 ноября 1951, Горький — 19 сентября 2022) — советский и российский футболист и игрок в мини-футбол на позиции вратаря, после завершения игровой карьеры — мини-футбольный тренер. Главный тренер юношеской команды московского клуба «Дина» 1999—2000 годов рождения.

## Биография
Воспитанник горьковской детско-юношеской спортивной школы «Локомотив». Профессиональную карьеру игрока начал в 1970 году в местной команде второй группы класса «А» СССР «Волга». За пять лет провёл за команду 107 встреч.
В начале 1975 года Владющенков перешёл во владимирское «Торпедо», где провёл один сезон. 36 раз появлялся на поле.
В 1976 году Виктор стал игроком московского «Спартака», с которым сначала покинул Высшую лигу советского футбола, а затем вернулся в неё. Всего на самом высоком уровне он провёл 23 встречи, пропустив 29 мячей. В ноябре 1979 года выступал в составе нальчикского «Спартака» в розыгрыше чемпионата РСФСР, где провёл как минимум один матч против смоленской «Искры». Игра завершилась поражением нальчан — 0:1:232-234.
После этого Владющенков вернулся в «Волгу», в которой провёл ещё два сезона. Перед началом сезона 1980 года стал игроком «Ротора». В составе волгоградцев выступал на протяжении восьми лет. Всего за команду он провёл 263 игры в чемпионате и 18 встреч в Кубке страны. Принял решение завершить карьеру в большом футболе в 1987 году.
Перейдя в мини, Владющенков стал играющим тренером московского клуба КСМ-24. В 1991 году он привёл команду к победе в первом и единственном чемпионате СССР по мини-футболу. Тогда же он провёл четыре матча за сборную СССР, причём это были первые матчи в истории команды.
Завершив карьеру игрока, Владющенков остался в должности главного тренера КСМ-24. В сезоне 1993/94 он привёл команду к бронзовым медалям чемпионата России. В 1995—1997 годах занимал должность спортивного директора команды.
С 1997 по 2002 год был тренером вратарей в московской «Дине». В 2002 году возглавил «Дину», а в сезоне 2003/04 выиграл с ней серебряные медали чемпионата.
В 2005 году Владющенков был назначен главным тренером клуба «Спартак-Щёлково». Под его руководством подмосковный клуб стал обладателем Кубка страны.
С 2006 по 2008 годы тренировал московский ЦСКА, а в сезоне 2008/09 — «Норильский никель». После отставки Вадима Яшина вернулся в ЦСКА, где работал до лета 2011 года.
С 23 ноября 2012 по 24 мая 2014 года возглавлял клуб суперлиги КПРФ, но особых успехов не добился. С 24 сентября 2013 года тренировал юношескую команду московского клуба «Дина» 1999—2000 годов рождения.Скончался на 71-м году жизни 19 сентября 2022 года у себя на даче в Игнатьево Раменского района Московской области. Похоронен на Кузяевском кладбище Раменского района Московской области.

## Достижения
Игровая карьера
- Победитель первой лиги чемпионата СССР по футболу: 1977.
- Чемпион СССР по мини-футболу: 1991.

Тренерская карьера
- Чемпион СССР по мини-футболу: 1991.
- Серебряный призёр чемпионата России по мини-футболу: 2003/04.
- Бронзовый призёр чемпионата России по мини-футболу: 1993/94.
- Обладатель Кубка России по мини-футболу: 2005.

## Личная жизнь
Отец Вячеслава Владющенкова — также игрока в мини-футбол.

## Статистика выступлений
| Команда            | Сезон            | Чемпионат        | Чемпионат | Чемпионат | Кубок | Кубок | Прочее | Прочее | Итого | Итого |
| Команда            | Сезон            | Уров.            | Игры      | Голы      | Игры  | Голы  | Игры   | Голы   | Игры  | Голы  |
| ------------------ | ---------------- | ---------------- | --------- | --------- | ----- | ----- | ------ | ------ | ----- | ----- |
| Волга (Горький)    | 1970             | III              | 6         | (-7)      | 0     | 0     | 0      | 0      | 6     | (-7)  |
| Волга (Горький)    | 1971             | III              | 27        | (-?)      | 0     | 0     | 0      | 0      | 27    | (-?)  |
| Волга (Горький)    | 1972             | III              | 27        | (-?)      | 0     | 0     | 0      | 0      | 27    | (-?)  |
| Волга (Горький)    | 1973             | III              | 21        | (-?)      | 0     | 0     | 0      | 0      | 21    | (-?)  |
| Волга (Горький)    | 1974             | III              | 26        | (-?)      | 0     | 0     | 0      | 0      | 26    | (-?)  |
| Волга (Горький)    | Итого            | Итого            | 107       | (-?)      | 0     | 0     | 0      | 0      | 107   | (-?)  |
| Торпедо (Владимир) | 1975             | III              | 36        | (-?)      | 0     | 0     | 0      | 0      | 36    | (-?)  |
| Спартак (Москва)   | 1976 (в)         | I                | 15        | (-18)     | 0     | 0     | 0      | 0      | 15    | (-18) |
| Спартак (Москва)   | 1976 (о)         | I                | 8         | (-11)     | 0     | 0     | 0      | 0      | 8     | (-11) |
| Спартак (Москва)   | 1977             | II               | 4         | (-4)      | 0     | 0     | 0      | 0      | 4     | (-4)  |
| Спартак (Москва)   | Итого            | Итого            | 27        | (-33)     | 0     | 0     | 0      | 0      | 27    | (-33) |
| Спартак (Нальчик)  | 1977             | III              | 0         | 0         | 0     | 0     | 1*     | (-1)*  | 1*    | (-1)* |
| Волга (Горький)    | 1978             | III              | 46        | (-46)     | 0     | 0     | 0      | 0      | 46    | (-46) |
| Волга (Горький)    | 1979             | III              | 48        | (-51)     | 0     | 0     | 0      | 0      | 48    | (-51) |
| Волга (Горький)    | Итого            | Итого            | 94        | (-97)     | 0     | 0     | 0      | 0      | 94    | (-97) |
| Ротор (Волгоград)  | 1980             | III              | 38        | (-25)     | 0     | 0     | 0      | 0      | 38    | (-25) |
| Ротор (Волгоград)  | 1981             | III              | 36        | (-34)     | 5     | (-11) | 0      | 0      | 41    | (-45) |
| Ротор (Волгоград)  | 1982             | II               | 42        | (-63)     | 5     | (-6)  | 0      | 0      | 47    | (-69) |
| Ротор (Волгоград)  | 1983             | II               | 34        | (-39)     | 1     | 0     | 0      | 0      | 35    | (-39) |
| Ротор (Волгоград)  | 1984             | II               | 26        | (-50)     | 1     | (-2)  | 0      | 0      | 27    | (-52) |
| Ротор (Волгоград)  | 1985             | II               | 26        | (-39)     | 2     | (-4)  | 0      | 0      | 28    | (-43) |
| Ротор (Волгоград)  | 1986             | II               | 37        | (-42)     | 0     | 0     | 0      | 0      | 37    | (-42) |
| Ротор (Волгоград)  | 1987             | II               | 24        | (-25)     | 4     | (-7)  | 0      | 0      | 28    | (-32) |
| Ротор (Волгоград)  | Итого            | Итого            | 263       | (-?)      | 18    | (-30) | 0      | 0      | 281   | (-?)  |
| Всего за карьеру   | Всего за карьеру | Всего за карьеру | 527       | (-?)      | 18    | (-30) | 1*     | (-1)*  | 546*  | (-?)* |

Примечание: знаком * отмечены ячейки, данные в которых, возможно, неполные в связи с отсутствием протоколов первенства РСФСР 1977 года.
Источники:
- Статистика выступлений взята со спортивного медиа-портала FootballFacts.ru